# أنطونيو سالازار (لاعب كرة قاعدة)
أنطونيو سالازار (بالإسبانية: Antonio Salazar)‏ هو لاعب كرة قاعدة إسباني، ولد في 15 أكتوبر 1965 في مدريد في إسبانيا.

## وصلات خارجية
- أنطونيو سالازار على موقع أوليمبيديا (الإنجليزية)